# Luís Filipe de Castro Mendes

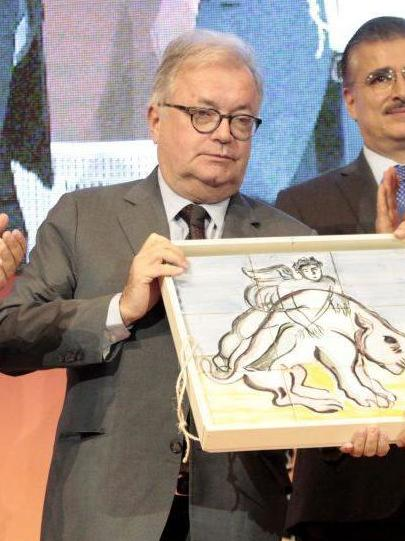
Luís Filipe de Castro Mendes 2017: der Kulturminister nahm bei der Internationalen Buchmesse von Guadalajara für Portugal die Einladung als nächstes Ehrengastland entgegen

Luís Filipe Carrilho de Castro Mendes (* 21. November 1950 in Idanha-a-Nova) ist ein portugiesischer Politiker, Diplomat und Schriftsteller. Ab dem 14. April 2016 war er Kulturminister im Kabinett Costa I, der 21. verfassungsmäßigen und von Premierminister António Costa geleiteten Regierung Portugals.

## Diplomatische und politische Laufbahn
Nach dem Abschluss seines Jurastudiums an der Universität Lissabon nahm Mendes nach der Nelkenrevolution 1974 erste Tätigkeiten beim dortigen Minister ohne Geschäftsbereich (1974–1975) und danach beim Portugiesischen Außenministerium (1975) an. Nachdem er dort bereits 1974 für den Diplomatischen Dienst angenommen worden war, ging er als Mitarbeiter an die portugiesischen Botschaften in Luanda (1977–1979) und Madrid (1979–1982), in das Portugiesische Präsidialamt (1983–1986), an die Botschaft in Paris (1986–1991) und an die ständige Vertretung beim Europarat (1991–1993).
Danach leitete er die Abteilung für Süd- und Zentralamerika in der Generaldirektion für  Bilateralen Beziehungen im Außenministerium (1994–1995) und wurde dort anschließend Büroleiter des Staatssekretariats (1995–1998).
Von 1998 bis 2000 war er Generalkonsul in Rio de Janeiro, bevor er von 2003 bis 2007 Botschafter in Ungarn und von 2007 bis 2009 Botschafter in Indien wurde. Er leitete danach Portugals Vertretung bei der UNESCO in Paris (2011–2012) und beim Europarat in Straßburg (2012–2015).
2016 wurde er von Premierminister António Costa als Parteiloser in das Amt des Kulturministers berufen.

## Entwicklung als Schriftsteller
Mendes begann Mitte der 1960er Jahre in der Jugendbeilage der Zeitung Diário de Lisboa und in der Literaturbeilage der Zeitung República Gedichte zu veröffentlichen.
1983 erschien mit Recados sein erstes Buch. Seither veröffentlichte er eine Vielzahl Bücher, die der lyrischen Tradition in der Portugiesischen Literatur verbunden sind. Anhand persönlicher Erzählung beschäftigt er sich mit dem individuellen und dem kollektiven Gedächtnis, mit einem starken Bewusstsein der Liebe und des Todes.
Sein überwiegend als postmodern eingeordnetes Werk, von kulturellem Dialog und ästhetischem Austausch gekennzeichnet, zeigte zuletzt eine zunehmende Aufmerksamkeit für das Schicksal der Menschheit und stellt Fragen zu den Entwicklungen der zeitgenössischen Gesellschaft.
Seit 1985 erhielt Mendes eine Reihe Literaturpreise, zuletzt den Prémio António Quadros für Lendas da Índia (2012). Der portugiesische PEN-Club zeichnete ihn 1992 mit dem Poesie-Preis und 1996 mit dem Preis für Erzählungen aus.

## Werke
- Recados, 1983
- Areias Escuras, 1984
- Seis Elegias e Outros Poemas, 1985
- Quadras ao Gosto Pessoano, 1987
- A Ilha dos Mortos, 1991
- Viagem de Inverno, 1993
- O Jogo de Fazer Versos, 1994
- Correspondência Secreta, 1995
- Modos de Música, 1996
- Outras Canções, 1998
- Os Dias Inventados, 2001
- Lendas da Índia, 2011
- A Misericórdia dos Mercados, 2014
- Outro Ulisses Regressa a Casa, 2016
- Poemas Reunidos, 2018

## Auszeichnungen (Auswahl)

### Diplomatie und Politik
- Portugiesischer Orden für Verdienst der Kommandeurs- (1991) und der Großkreuzklasse (2003)
- Orden des Infanten Dom Henrique im Großoffiziersrang (1986)
- Großes Goldenes Ehrenzeichen für Verdienste um die Republik Österreich (1984)[5]
- Orden Leopolds II. im Großoffiziersrang (Belgien)
- Adolph von Nassau-Orden im Großoffiziersrang (Luxemburg)
- Rio-Branco-Orden im Kommandeursrang (Brasilien) (1996)
- Falkenorden im Kommandeursrang (Island)
- Verdienstorden des Kongos im Offiziersrang (Demokratische Republik Kongo)
- Orden de Isabel la Católica im Offiziersrang (Spanien)
- Offizier der Ehrenlegion (Frankreich)
- Ritter des Royal Victorian Orders (Vereinigtes Königreich) (1986)